# Višegrad
Višegrad este un oraș și o comună din estul Bosniei și Herțegovinei, la 8 km de granița cu Serbia.

## Geografie
Lângă Višegrad, râul Rzav se varsă în Drina.

## Date demografice
Populația din Višegrad, după etnie, conform recensămintelor din 1971, 1981, 1991 și 2013 a fost următoarea:

### Populație
| Populația așezărilor – comuna Višegrad | Populația așezărilor – comuna Višegrad | Populația așezărilor – comuna Višegrad | Populația așezărilor – comuna Višegrad | Populația așezărilor – comuna Višegrad | Populația așezărilor – comuna Višegrad | Populația așezărilor – comuna Višegrad | Populația așezărilor – comuna Višegrad | Populația așezărilor – comuna Višegrad | Populația așezărilor – comuna Višegrad | Populația așezărilor – comuna Višegrad | Populația așezărilor – comuna Višegrad | Populația așezărilor – comuna Višegrad | Populația așezărilor – comuna Višegrad | Populația așezărilor – comuna Višegrad |
| -------------------------------------- | -------------------------------------- | -------------------------------------- | -------------------------------------- | -------------------------------------- | -------------------------------------- | -------------------------------------- | -------------------------------------- | -------------------------------------- | -------------------------------------- | -------------------------------------- | -------------------------------------- | -------------------------------------- | -------------------------------------- | -------------------------------------- |
|                                        | Așezări                                | 1879                                   | 1885                                   | 1895                                   | 1910                                   | 1921                                   | 1931                                   | 1948                                   | 1953                                   | 1961                                   | 1971                                   | 1981                                   | 1991                                   | 2013                                   |
|                                        | Total                                  | 12.118                                 | 14.561                                 | 18.171                                 | 24.350                                 | 21.333                                 | 28.425                                 | 29.897                                 | 36.742                                 |                                        | 25.389                                 | 23.201                                 | 21.199                                 | 10.668                                 |
| 1                                      | Donja Crnča                            |                                        |                                        |                                        |                                        |                                        |                                        |                                        |                                        |                                        |                                        |                                        | 907                                    | 491                                    |
| 2                                      | Dušče                                  |                                        |                                        |                                        |                                        |                                        |                                        |                                        |                                        |                                        |                                        |                                        | 841                                    | 323                                    |
| 3                                      | Kosovo Polje                           |                                        |                                        |                                        |                                        |                                        |                                        |                                        |                                        |                                        |                                        |                                        | 167                                    | 546                                    |
| 4                                      | Šeganje                                |                                        |                                        |                                        |                                        |                                        |                                        |                                        |                                        |                                        |                                        |                                        | 308                                    | 283                                    |
| 5                                      | Višegrad                               |                                        |                                        |                                        |                                        |                                        |                                        |                                        |                                        |                                        | 4.866                                  | 5.988                                  | 6.902                                  | 5.869                                  |
| 6                                      | Vučine                                 |                                        |                                        |                                        |                                        |                                        |                                        |                                        |                                        |                                        |                                        |                                        | 151                                    | 257                                    |

### Compoziție etnică
|              | 2013           | 1991           | 1981           | 1971           |
| Total        | 5.869 (100,0%) | 6.902 (100,0%) | 5.988 (100,0%) | 4.866 (100,0%) |
| Bosniaci     |                | 3.463 (50,17%) | 2.854 (47,66%) | 2.429 (49,92%) |
| Sârbi        |                | 2.619 (37,95%) | 2.446 (40,85%) | 2.141 (44,00%) |
| Alții        |                | 527 (7,635%)   | 23 (0,384%)    | 31 (0,637%)    |
| Iugoslavi    |                | 270 (3,912%)   | 518 (8,651%)   | 107 (2,199%)   |
| Croați       |                | 23 (0,333%)    | 52 (0,868%)    | 53 (1,089%)    |
| Muntenegreni |                |                | 76 (1,269%)    | 94 (1,932%)    |
| Albanezi     |                |                | 10 (0,167%)    | 7 (0,144%)     |
| Macedoneni   |                |                | 6 (0,100%)     | 2 (0,041%)     |
| Sloveni      |                |                | 3 (0,050%)     | 2 (0,041%)     |

|              | 2013            | 1991            | 1981            | 1971            |
| Total        | 10.668 (100,0%) | 21.199 (100,0%) | 23.201 (100,0%) | 25.389 (100,0%) |
| Sârbi        | 9.338 (87,53%)  | 6.743 (31,81%)  | 7.648 (32,96%)  | 9.225 (36,33%)  |
| Bosniaci     | 1.043 (9,777%)  | 13.471 (63,55%) | 14.397 (62,05%) | 15.752 (62,04%) |
| Alții        | 254 (2,381%)    | 634 (2,991%)    | 127 (0,547%)    | 77 (0,303%)     |
| Croați       | 33 (0,309%)     | 32 (0,151%)     | 60 (0,259%)     | 68 (0,268%)     |
| Iugoslavi    |                 | 319 (1,505%)    | 858 (3,698%)    | 141 (0,555%)    |
| Muntenegreni |                 |                 | 86 (0,371%)     | 106 (0,418%)    |
| Albanezi     |                 |                 | 15 (0,065%)     | 15 (0,059%)     |
| Macedoneni   |                 |                 | 6 (0,026%)      | 3 (0,012%)      |
| Sloveni      |                 |                 | 4 (0,017%)      | 2 (0,008%)      |

## Patrimoniu mondial UNESCO
Podul peste râul Drina din acest oraș, construit în anul 1571 de către Mehmed Paša Sokolović, a fost preluat în anul 2007 pe lista patrimoniului cultural mondial UNESCO.

## În cultura populară
Scriitorul sârb bosniac Ivo Andrić menționează în romanul E un pod pe Drina… (1945) că orașul Višegrad era în epoca medievală un târg aflat la margine de drumuri, cu un comerț înfloritor, dar cu oameni ușuratici și risipitori.
Filmările la producția Lepa sela lepo gore (1996, regia Srđan Dragojević) au avut loc la Višegrad, în Republika Srpska care la acea vreme încă era guvernată de Radovan Karadžić. Deasupra intrării în tunelul unde s-au făcut filmările s-a pus o inscripție cu titlul filmului scris în limbile sârbă și engleză, „Lepa sela lepo gore - Pretty Village, Pretty Flame” (vezi imaginea de mai jos).

## Personalități născute aici
- Makarije Sokolović (? - 1754), patriarh al Bisericii Ortodoxe Sârbe;
- Saša Stanišić (n. 1978), scriitor bosniaco-german.

## Galerie de imagini

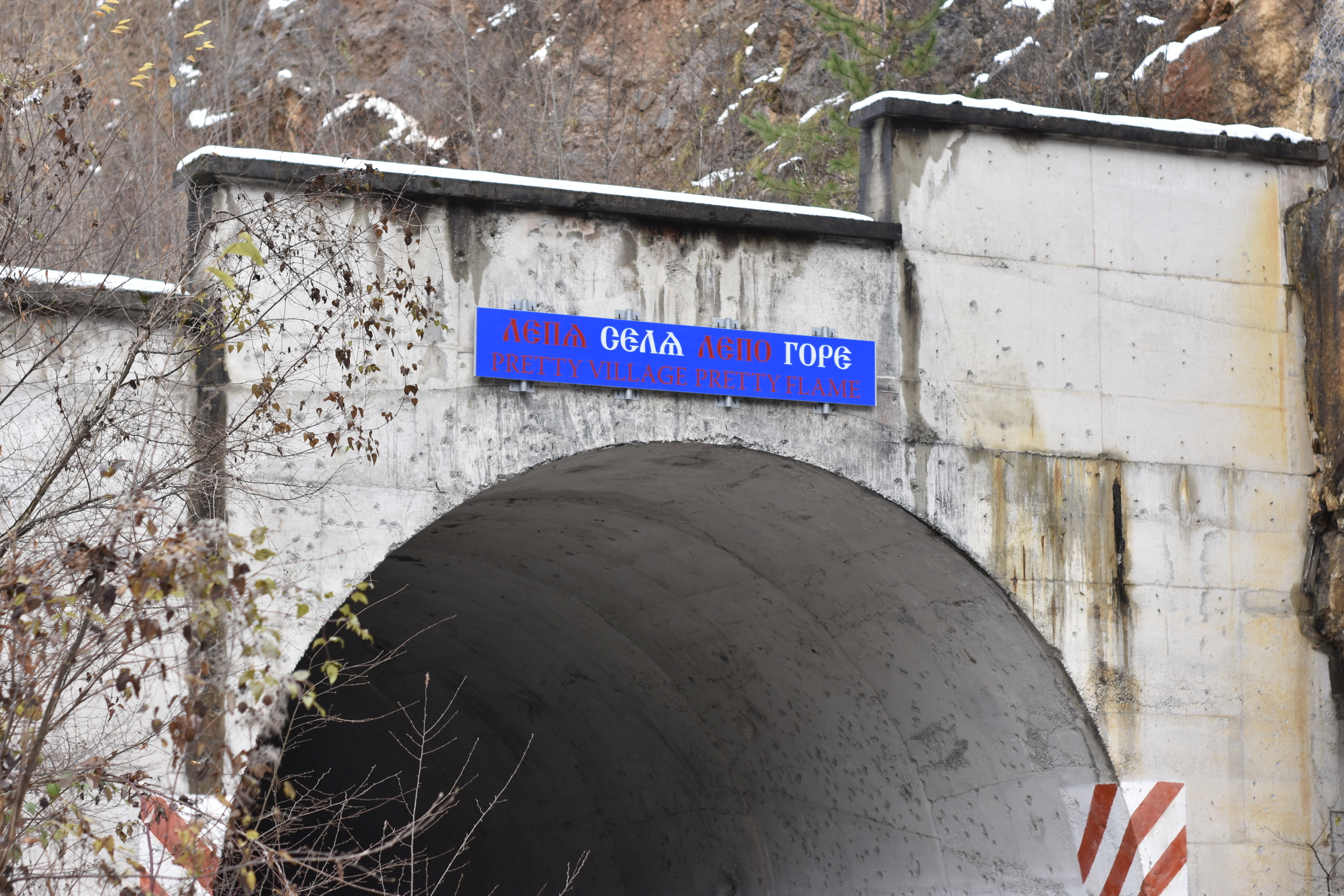
Intrarea în tunelul unde s-a filmat Lepa sela lepo gore
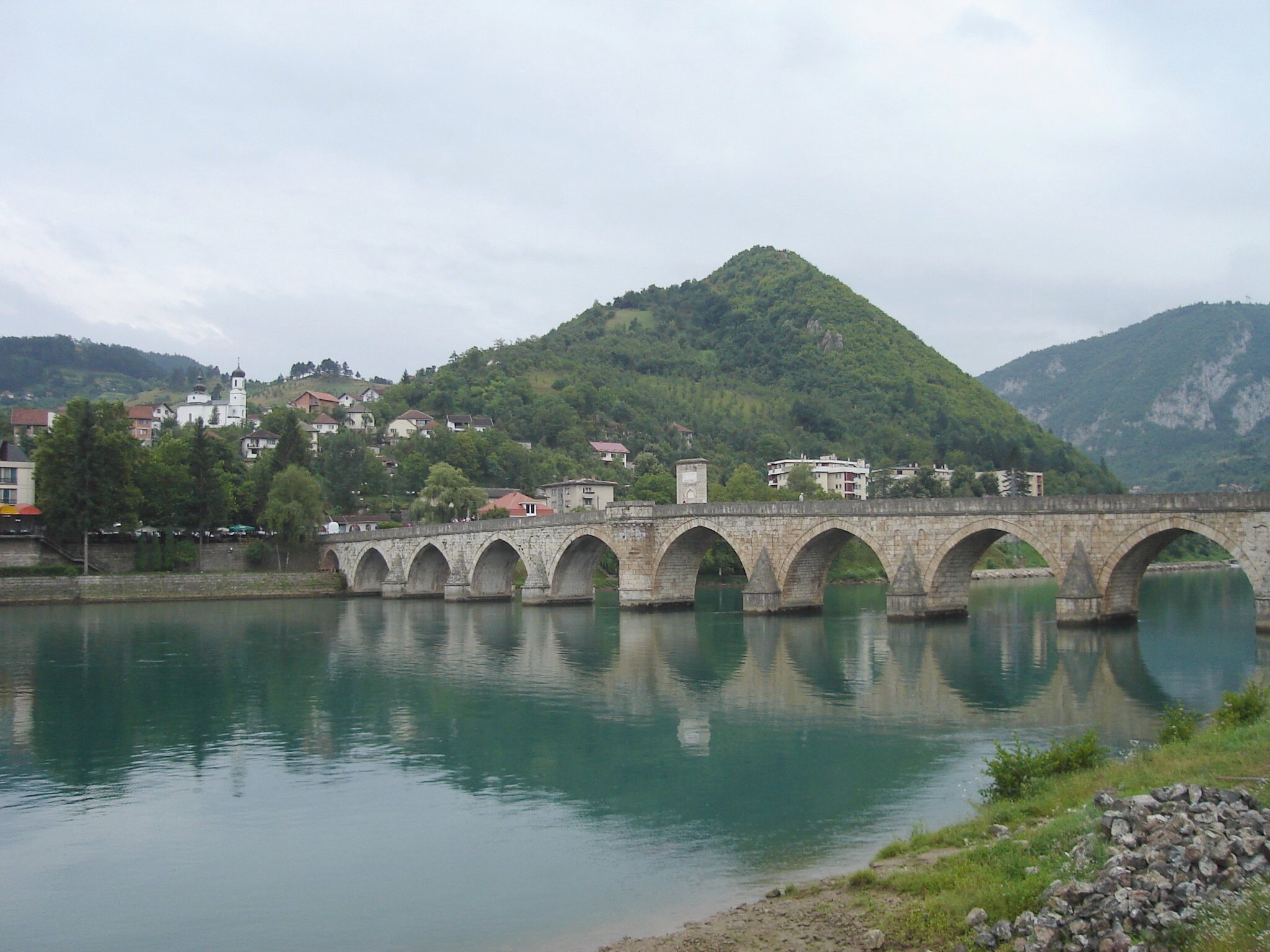
Višegrad (podul peste râul Drina)